# Отто, Джоэль
Джоэль Отто (англ. Joel Otto; 29 октября 1961, Элк-Ривер, США) — американский хоккейный тренер, в прошлом хоккеист, центральный нападающий. Обладатель Кубка мира 1996 года, финалист Кубка Канады 1991 года; участник Олимпийских игр 1998 года в Нагано; участник двух чемпионатов мира; обладатель Кубка Стэнли 1989 года в составе «Калгари Флэймз». В настоящее время работает помощником главного тренера в клубе ЗХЛ «Калгари Хитмен».